# 莫克雷 (日托米爾州)
50°25′57″N 27°20′30″E / 50.43250°N 27.34167°E
莫克雷（烏克蘭語：Мокре），是烏克蘭北部的村莊，隸屬日托米爾州的茲維亞赫爾區的杜布里夫卡市鎮。該村始建於1784年，面積21.39平方公里，海拔高度229米，2001年人口466，人口密度每平方公里21.79人。